# Tobias Nolde
Tobias Nolde (* 9. Dezember 1998 in Winsen (Luhe)) ist ein deutscher Radrennfahrer.

## Sportliche Laufbahn
2016 wurde Tobias Nolde Zweiter der Rad-Bundesliga 2016 der Junioren. Im Jahr 2017 wurde er vom UCI Continental Team Rad-net Rose unter Vertrag genommen. 2016, 2017 und 2018 gehörte er zum deutschen Aufgebot bei Straßen-Europameisterschaften. 2019 wurde er Fünfter der deutschen U23-Straßenmeisterschaft.
Ende Mai 2020 siegte Nolde bei der 72. Austragung von Rund um den Sachsenring, dem ersten Rennen, das in Deutschland nach der coronabedingten Zwangspause ausgetragen wurde, 2022 gewann er dieses Rennen erneut. Im Juli 2022 erzielte er beim Memoriał Andrzeja Trochanowskiego seinen ersten Erfolg auf der UCI Europe Tour. 2023 entschied er die Punktewertung der Erzgebirgs-Rundfahrt für sich und belegte in der Gesamtwertung Platz drei.

## Erfolge
2021
- Deutscher Meister – Berg

2022
- Memoriał Andrzeja Trochanowskiego
- eine Etappe Bulgarien-Rundfahrt

2023
- Punktewertung Erzgebirgs-Rundfahrt